# 2007 en musique classique
| \| • Retour à la chronologie générale de la musique classique • \| |
| Grèce • Rome • Haut Moyen Âge • VIIIe siècle • IXe siècle • Xe siècle • XIe siècle XIIe siècle • XIIIe siècle • XIVe siècle • XVe siècle • XVIe siècle • XVIIe siècle XVIIIe siècle • XIXe siècle • XXe siècle • XXIe siècle |
| • Retour à la chronologie générale de la musique classique • |

| Années en musique classique : 2004 - 2005 - 2006 - 2007 - 2008 - 2009 - 2010    |
| Décennies en musique classique : 1970 - 1980 - 1990 - 2000 - 2010 - 2020 - 2030 |

## Événements

### Créations
- 1er juin : Book of Longing de Philip Glass et Leonard Cohen, créé lors du Luminato Festival de Toronto.
- 16 juin : la Symphonie no 9 d'Alfred Schnittke, reconstituée par Alexander Raskatov et Nunc dimittis - In memoriam Alfred Schnittke de Raskatov, créés par l'Orchestre philharmonique de Dresde dirigé par Dennis Russell Davies.
- 30 juin : Alice in Wonderland, opéra d'Unsuk Chin, à Munich.
- 5 septembre : « recréation » de la Symphonie en la composée à l'âge de 20 ans par Vincent d'Indy, créée à Rennes. La partition a été découverte récemment dans les archives du compositeur.
- 5 octobre : Appomattox, opéra de Philip Glass, créé par le San Francisco Opera.

### Autres
- 1er janvier : concert du nouvel an de l'orchestre philharmonique de Vienne au Musikverein, dirigé par Zubin Mehta.

- Juin : Fin de la publication de la Neue Bach-Ausgabe (intégrale de la musique de J. S. Bach) dans une édition historico-critique.

## Prix
- Octobre : Hibiki Tamura, pianiste japonais, obtient le 1er prix de piano du Concours international Marguerite-Long-Jacques-Thibaud.
- Anna Vinnitskaïa obtient le 1er prix de piano du Concours musical international Reine Élisabeth de Belgique.
- Alexandre Ghindine obtient le 1er prix de piano du Concours international de piano de Cleveland.
- Brian Ferneyhough reçoit le Prix Ernst von Siemens.
- Steve Reich reçoit le Prix Polar Music.
- Judith Weir reçoit la Queen's Medal for Music.
- John Neumeier reçoit le Prix musical Herbert von Karajan.
- Thomas Quasthoff, baryton, reçoit le Prix Brahms.
- Daniel Barenboïm reçoit le Praemium Imperiale.
- Lars Ulrik Mortensen reçoit le Léonie Sonning Music Award.
- Sofia Gubaidulina reçoit le Prix Bach de la Ville libre et hanséatique de Hambourg.
- Michael Mantler reçoit le Prix de la ville de Vienne pour la musique.
- Sebastian Currier (en) reçoit le Grawemeyer Award pour Static pour flûte, clarinette, violon, violoncelle, et piano.
- Martin Matalon est lauréat du grand prix lycéen des compositeurs.
- Benet Casablancas reçoit le Prix national de musique de Catalogne.

## Naissances
- 1 juillet : Alexandra Dovgan, pianiste russe

## Décès

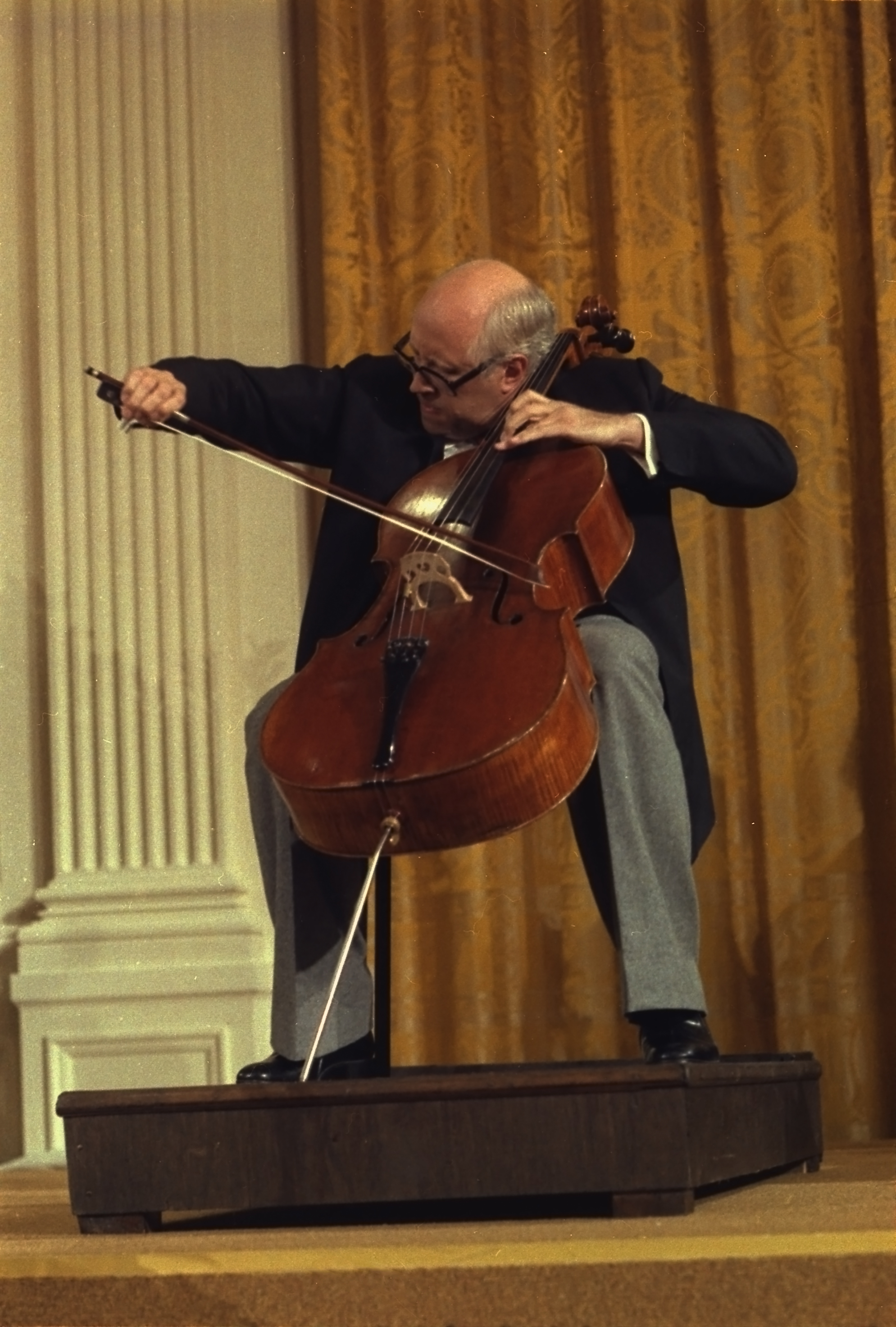
Mstislav Rostropovitch, en 1978

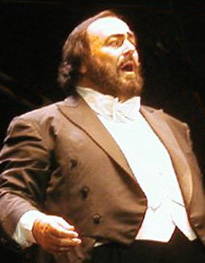
Luciano Pavarotti, en 2002

- 1er janvier : Werner Hollweg, ténor allemand (° 13 septembre 1936).
- 3 janvier : Janos Fürst, chef d'orchestre hongrois (° 8 août 1935).
- 9 janvier : Pierre Pierlot, hautboïste français (° 26 avril 1921).
- 17 janvier : Umberto Rotondi, compositeur italien (° 21 mai 1937).
- 18 janvier : Alexandre Satz, professeur de piano (° 31 janvier 1941).
- 24 janvier :
  - Denes Agay, pianiste, compositeur et arrangeur hongrois (° 10 juin 1911).
  - Klára Palánkay, mezzo-soprano hongroise (° 3 juin 1921).
- 26 janvier : Witold Silewicz, compositeur, chef d'orchestre et contrebassiste polonais-autrichien (° 18 mai 1921).
- 29 janvier : Laurence Boulay, claveciniste et musicologue française (° 19 janvier 1925).
- 1er février : Gian Carlo Menotti, compositeur et librettiste américain d’origine italienne (° 7 juillet 1911).
- 3 février : Jacqueline Robin, pianiste française (° 11 décembre 1917).
- 19 février : Ruth Posselt, violoniste et pédagogue américaine (° 6 septembre 1914).
- 17 mars : Ernst Haefliger, ténor suisse (° 6 juillet 1919).
- 25 mars : Guy Chauvet, chanteur lyrique dans le registre des ténors (° 2 octobre 1933).
- 26 mars : Peter Paul Fuchs, compositeur et chef d'orchestre autrichien, naturalisé américain (° 30 octobre 1916).
- 30 mars : Marcel Merkès, chanteur d'opérette (° 7 juillet 1920).
- 10 avril : Walter Hendl, chef d'orchestre, compositeur et pianiste américain (° 2 janvier 1917).
- 19 avril : Carlo Maria Badini, directeur d'opéra italien (° 2 juin 1925).
- 25 avril : Jean-Pierre Sabouret, violoniste français (° 4 décembre 1944).
- 27 avril : Mstislav Rostropovitch, violoncelliste, chef d'orchestre et pianiste russe (° 23 mars 1927).
- 21 mai : Calvin Sieb, violoniste et pédagogue américain puis canadien (° 30 mai 1925).
- 29 mai : Donald Johanos, chef d'orchestre américain (° 10 février 1928).
- 5 juin : André David, compositeur français (° 2 février 1922).
- 19 juin : Paul Strauss, chef d'orchestre américain (° 29 juin 1922).
- 26 juin : Thea King, clarinettiste britannique (° 26 décembre 1925).
- 1er juillet : Fiodor Droujinine, altiste, pédagogue et compositeur russe (° 1932).
- 2 juillet : Beverly Sills, soprano américaine (° 25 mai 1929).
- 5 juillet : Régine Crespin, cantatrice soprano et mezzo-soprano française (° 23 février 1927).
- 8 juillet : Jindřich Feld, compositeur tchèque (° 19 février 1925).
- 9 juillet : Natalia Karp pianiste de concert et survivante de l'Holocauste(° 27 février 1911).
- 12 juillet : Pascal Bastia, compositeur français (° 11 septembre 1908).
- 13 juillet : Zdeněk Lukáš, compositeur tchèque (° 21 août 1928).
- 17 juillet : Teresa Stich-Randall, soprano américaine (° 24 décembre 1927).
- 18 juillet : Jerry Hadley, ténor américain (° 16 juin 1952).
- 30 juillet : Louis Moyse, flûtiste français, compositeur et professeur (° 14 août 1912).
- 31 juillet : Terry Winter Owens, compositrice et professeur de musique américaine (° 1941).
- 3 août : Dante Granato, compositeur et organiste vaudois (° 15 octobre 1910).
- 6 août : Teizō Matsumura, compositeur et poète japonais (° 15 janvier 1929).
- 14 août : Tikhon Khrennikov, compositeur et homme politique russe (° 10 juin 1913).
- 16 août : Aarno Walli, chef d'orchestre et pianiste finlandais (° 26 octobre 1920).
- 19 août : Manuel Rego, pianiste argentin (° 7 octobre 1934)
- 30 août : Helmut Krebs, ténor allemand (° 8 octobre 1913).
- 6 septembre :
  - Guy Erismann, écrivain, musicologue et historien français (° 1923).
  - Luciano Pavarotti, ténor italien (° 12 octobre 1935).
- 14 septembre : Robert Savoie,baryton-basse québécois, chanteur d'opéra, administrateur dans le domaine des arts et professeur de chant (° 21 avril 1927).
- 15 septembre : Jean Balissat, compositeur, professeur de musique et chef d'orchestre suisse (° 15 mai 1936).
- 2 octobre : Elfi von Dassanowsky, cantatrice, pianiste et productrice de cinéma autrichienne-américaine (° 2 février 1924).
- 3 octobre : Giuseppe Valdengo, baryton italien (° 24 mai 1914).
- 5 octobre : Matilde Salvador, compositrice espagnole (° 23 mars 1918).
- 24 octobre : Petr Eben, compositeur, pianiste, organiste et improvisateur tchèque (° 22 janvier 1929).
- 27 octobre : Pierre Mollet, chanteur classique (° 23 mars 1920).
- 5 novembre : William Waterhouse, bassoniste britannique (° 18 février 1931).
- 23 novembre : Frank Guarrera, baryton américain (° 3 décembre 1923).
- 26 novembre : Jean Bonfils, organiste, pédagogue, musicologue et compositeur français (° 21 avril 1921).
- 5 décembre :
  - Hugh Wiley Hitchcock, musicologue américain (° 28 septembre 1923).
  - Karlheinz Stockhausen, compositeur allemand (° 22 août 1928).
- 6 décembre : András Szőllősy, compositeur et musicologue hongrois (° 27 février 1921)
- 13 décembre : Carlo Felice Cillario, Chef d'orchestre italien (° 7 février 1915).
- 14 décembre : Yolande de Brossard, pianiste, pédagogue et musicologue française (° 1er janvier 1918).
- 15 décembre : André Jorrand, compositeur et organiste français (° 27 novembre 1921).
- 17 décembre : Sheldon Morgenstern, chef d'orchestre américain (° 1er juillet 1938).
- 25 décembre : Robert Pourvoyeur, musicologue et musicien belge (° 29 septembre 1924).
- 28 décembre : Jiří Pauer, compositeur, professeur et directeur musical tchèque (° 22 février 1919).

### Date indéterminée
- Françoise Landowski-Caillet, pianiste et peintre française (° 1917).